# Reflexní mlhovina

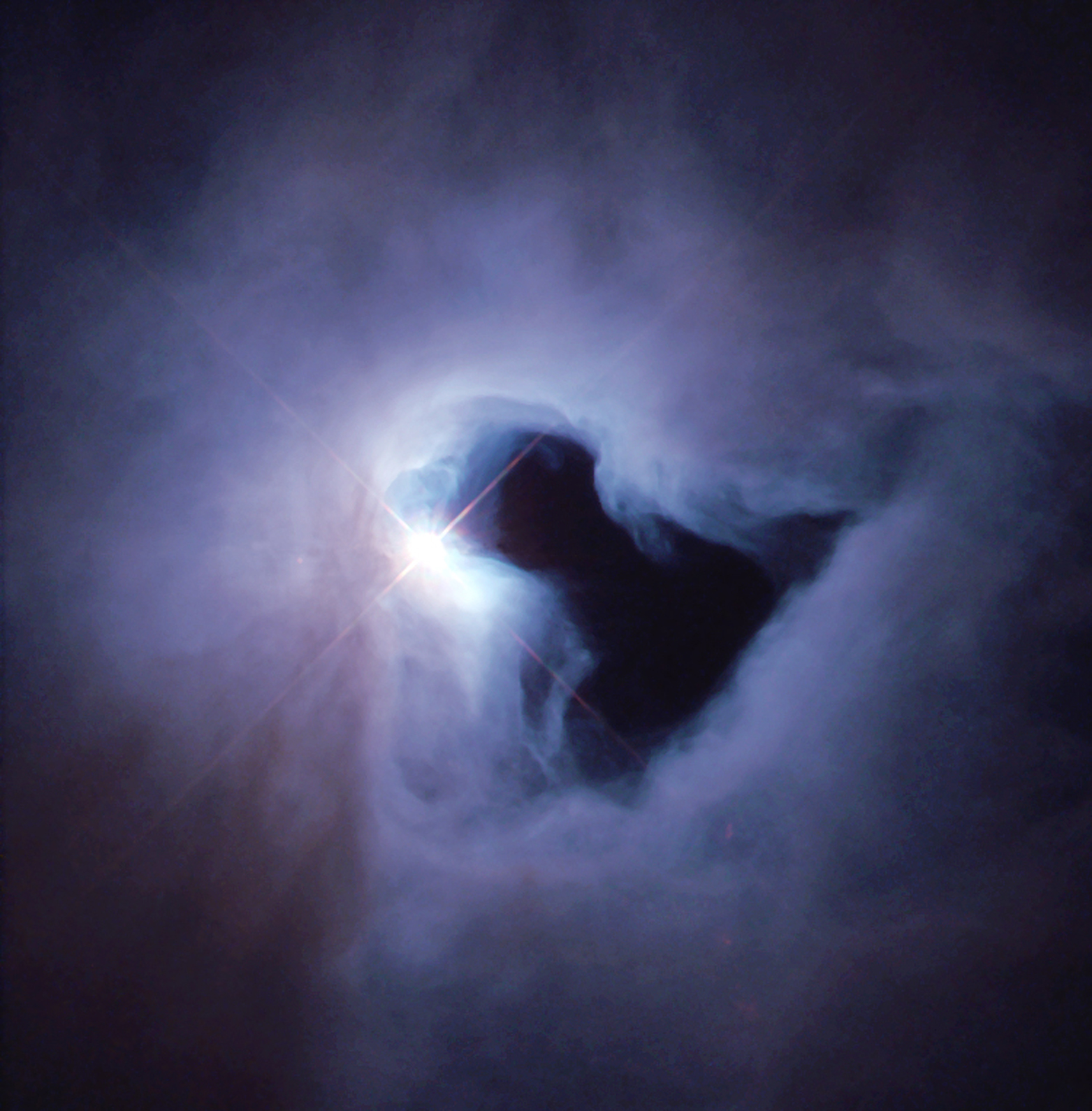
Reflexní mlhovina NGC 1999 v souhvězdí Orionu

Reflexní mlhovina je oblak prachu, který odráží světlo blízké hvězdy nebo více hvězd. Bývá také místem, kde se tvoří nové hvězdy. U reflexní mlhoviny není zdroj světla dost silný na to, aby došlo k ionizaci plynu jako v emisní mlhovině, ale stačí na to, aby rozptyl světla zviditelnil prach.
Frekvenční spektrum mlhoviny je tedy podobné spektru hvězdy, která ji osvětluje. Mezi mikroskopické částice zodpovědné za rozptyl patří kousky uhlíku (diamantový prach) a kousky jiných prvků, zejména železa a niklu. Tyto dva prvky jsou feromagnetické, takže částice se uspořádají působením galaktického magnetického pole, což způsobuje, že rozptýlené světlo je částečně polarizované. Obvykle jsou modré, protože rozptyl je účinnější pro modré světlo než pro červené. (Jde o stejný jev, který dává obloze modrou barvu ve dne a červenou při západu a východu.)
Často se objevují současně jevy reflexních a emisních mlhovin. Takovým objektům říkáme obecně difúzní mlhovina, příkladem je Mlhovina v Orionu (M 42).
Je známo okolo pěti set reflexních mlhovin. Jedny z nejkrásnějších obklopují hvězdy v Plejádách. Jejich modrá barva je podtržena tím, že zdrojem světla jsou horké hvězdy spektrální třídy B. Blízko nich je na nebi modrá reflexní mlhovina Trifid (M 20). Červený veleobr Antares osvětluje velkou žluto-oranžovou reflexní mlhovinu.
Typem reflexní mlhoviny je proměnná mlhovina, jejíž jasnost se mění podle změn ve hvězdě. Příkladem jsou objekty NGC 1555 v souhvězdí Býka a NGC 2261 v Jednorožci.
V roce 1922 publikoval Edwin Hubble výsledky svého pozorování zářících mlhovin. Jedním z výsledků této práce je pravidlo, které dává do souvislosti úhlovou velikost ({\displaystyle R}) reflexní mlhoviny a zdánlivou magnitudu ({\displaystyle m}) příslušné hvězdy:
{\displaystyle 5\log \left(R\right)=-m+k\,,}
kde {\displaystyle k} je konstanta závislá na citlivosti měření.